# عباس الأسواني
عباس الأسواني (1924 - 1977) هو محامي ومؤلف وشاعر عامي مصري، له مؤلفات كثيرة منها «المقامات الأسوانية» و«عائد من الاخرة»، وبعض المسلسلات الإذاعية القديمة ومنها «شنطة حمزة»، وحاز على جائزة الدولة التقديرية للأدب عام 1972.

## حياته ومواقفه
ولد عام 1924 في أسوان، وتزوج زينب من عائلة أرستوقراطية حيث كان عمها وزيراً للتعليم قبل ثورة يوليو، جاء من أسوان إلى القاهرة عام 1950، حيث كان كاتباً، وروائياً، ومحامياً، وكان يكتب مقالات في روز اليوسف تحت عنوان أسوانيات، وأنجب ابنه الأديب وطبيب الأسنان علاء الأسواني في 26 مايو 1957، وقد كان «ليبرالي جدا» حسب وصف ابنه علاء الأسواني. قد وحاز على جائزة الدولة التقديرية للأدب عام 1972.
يقول علاء الأسواني عنه: «كان والدي ينتمي إلى الجيل المتعلم من أربعينيات القرن الماضي الذي ناضل ضد البريطانيين. لذلك كان في منزلنا رسامون وكتاب ومخرجون يناقشون كل شيء عن مصر بحماس شديد، وكأنها مشاكلهم الخاصة. وكنا جميعًا ليبراليين. من أراد أن يصلي، فليصلي. ومن أراد ان يشرب، فليشرب، ومن أراد أن يصوم، فليصوم».
كان يرى في ديمقراطية السادات مسرحية مزيفة، وكان من أوائل الموقعين على بيان المثقفين المناهض للسادات، وقد عوقب على ذلك بالمنع من الكتابة في كل مجالات الإعلام والصحافة.

## أعماله[1]
- الضاحك الأخير
- موهوب وسلامة
- المقامات الأسوانية
- عائد من الآخرة
- رجل من الأمس
- شنطة حمزة

## وصلات خراجية
- عباس الأسواني على موقع قاعدة بيانات الأفلام العربية